# Telenor Arena Karlskrona
Telenor Arena Karlskrona – wcześniej Arena Rosenholm, Vodafone Arena Rosenholm i ABB Arena Karlskrona. Kryte lodowisko położone w Karlskronie, na którym swoje mecze rozgrywa drużyna hokejowa SHL – Karlskrona HK. Obiekt powstał w 2005 roku i może pomieścić 3 500 widzów.